# London-Marathon 2000
| 20. London-Marathon    | 20. London-Marathon            |
| ---------------------- | ------------------------------ |
| Stadt                  | London, Vereinigtes Königreich |
| Datum                  | 16. April 2000                 |
| Distanz                | 42,195 Kilometer               |
| Sieger                 |                                |
| Männer                 | António Pinto (2:06:36 h)      |
| Frauen                 | Tegla Loroupe (2:24:33 h)      |
| ← London-Marathon 1999 | London-Marathon 2001 →         |
| Website                | Offizielle Website             |

Der London-Marathon 2000 (offiziell: Flora London Marathon 2000) war die 20. Ausgabe der jährlich stattfindenden Laufveranstaltung in London, Vereinigtes Königreich. Der Marathon fand am 16. April 2000 statt.
Bei den Männern gewann António Pinto in 2:06:36 h, bei den Frauen Tegla Loroupe in 2:24:33 h. 

## Ergebnisse

### Männer
| Platz | Athlet                | Land               | Zeit (h) |
| ----- | --------------------- | ------------------ | -------- |
| 01    | António Pinto         | Portugal           | 2:06:36  |
| 02    | Abdelkader El Mouaziz | Marokko            | 2:07:33  |
| 03    | Khalid Khannouchi     | Vereinigte Staaten | 2:08:36  |
| 04    | William Kiplagat      | Kenia              | 2:09:06  |
| 05    | Hendrick Ramaala      | Südafrika          | 2:09:43  |
| 06    | Stefano Baldini       | Italien            | 2:09:45  |
| 07    | Mathias Ntawulikuri   | Ruanda             | 2:09:55  |
| 08    | Josia Thugwane        | Südafrika          | 2:10:29  |
| 09    | Mukhamet Nazipov      | Russland           | 2:10:35  |
| 10    | Danilo Goffi          | Italien            | 2:10:54  |

### Frauen
| Platz | Athletin              | Land       | Zeit (h) |
| ----- | --------------------- | ---------- | -------- |
| 01    | Tegla Loroupe         | Kenia      | 2:24:33  |
| 02    | Lidia Șimon           | Rumänien   | 2:24:46  |
| 03    | Joyce Chepchumba      | Kenia      | 2:24:57  |
| 04    | Adriana Fernández     | Mexiko     | 2:25:42  |
| 05    | Kerryn McCann         | Australien | 2:25:59  |
| 06    | Derartu Tulu          | Äthiopien  | 2:26:09  |
| 07    | Maria Guida           | Italien    | 2:26:12  |
| 08    | Ljoebov Morgoenova    | Russland   | 2:26:33  |
| 09    | Maria Manuela Machado | Portugal   | 2:26:41  |
| 10    | Svetlana Zacharova    | Russland   | 2:28:11  |